# 日置明子
日置 明子（ひおき あきこ、1974年2月5日 - ）は、日本の歌手、CMモデルである。1999年、sonoと改名。ブレイブエンタテインメント所属。

## 概要
鳥取県米子市出身。幼少期を鳥取県八頭郡智頭町で暮らす。
女性誌an・an等のモデルを経て、1995年1月11日に木根尚登のプロデュースにより、Winter comes around（TM NETWORKの曲のカバー）にてデビュー。1999年、sonoと改名。
2002年、13代目市川團十郎（当時・市川新之助）との間に、女児をもうけている。2003年2月、新之助が会見を行い、子供を認知して養育費を支払っていることを説明した。

## ディスコグラフィ
（　）内はレーベル名

### アルバム
日置明子名義
- Nature　1995年8月2日（ファンハウス）

SONO名義
- Leaf　1999年7月7日（ポニーキャニオン）Produced by Tore Johansson
- 時の糸　2001年2月21日（UNLIMITED RECORDS）

### シングル
日置明子名義
- Winter Comes around / Reflections　1995年1月11日（ファンハウス）

アニメ映画「ユンカース・カム・ヒア」エンディングテーマ
- 永遠より長いキス / 夢の砂漠　1995年4月1日（ファンハウス）

TBS「怪傑ダチョウ三銃士!」エンディングテーマ
- Scarlet / 瞬間（とき）が眩しくて　1995年7月15日（ファンハウス）

ロッテ「アローマスティックチョコレート」CMソング
- WINTER COMES AROUND　オムニバス「POWER PLAY VOL.1」　1995年8月25日（ファンハウス）
- FOR LOVERS　オムニバス「SNOW KISS...ING VOL.3」1995年12月1日（ファンハウス）
- JOY / ケンカは恋のbirthday　1996年1月10日（ファンハウス）
- HOLIDAYS / CLOVER　1996年7月24日（ファンハウス）
- FUTURE PLANET～未来はもう始まっている～ / SECRET 1997年7月2日（ファンハウス）

「ジャパンエキスポ鳥取'97 山陰・夢みなと博覧会」イメージソング
SONO名義
- サクラサク / CALLING　1999年2月24日（ポニーキャニオン）

フジテレビ系「金曜エンタテイメント」テーマ曲 /「めざまし天気」挿入歌
- 赤い花 / 虹色の夏　1999年5月19日（ポニーキャニオン）

フジテレビ系「金曜エンタテイメント」テーマ曲 /「めざまし天気」挿入歌
カネボウ化粧品「パワーオブクリアN」CMイメージソング
- メロディ / 夢をみよう　2000年4月19日（ポニーキャニオン）
- SWEET SEASON [Maxi]　2001年1月17日（UNLIMITED RECORDS）

TBS系・愛の劇場「温泉へ行こう2」主題歌

## 主な出演作品

### テレビ
- 日本テレビ - シャンプータイム
- テレビ東京 - 高城剛X、流派-R
- フジテレビ - ジルドラ・ラブⅡ
- BS朝日 - U-SCCP

### 映画
- 東京フィスト
- OPEN HOUSE

### CM
- サッポロビール
- ウィスパー・サイドガード

### ラジオ
- FM-Fuji
  - 「Winter comes around」毎週日曜日17時～17時30分
  - 「HOT NIGHT GONG Part1～日置明子のスッピン・ピン～」毎週水曜日26時～27時
- bayfm「ガールポップ'95」隔週土曜日20時～22時
- PCM Z-SKY「J・ROCK Z-SKY2」毎週木曜日24時～26時　Z-DIRECTION
- 山陰放送「BBS　濡れ手にアワー」毎週火曜日～土曜日21時～21時20分